# Tonka (bedrijf)

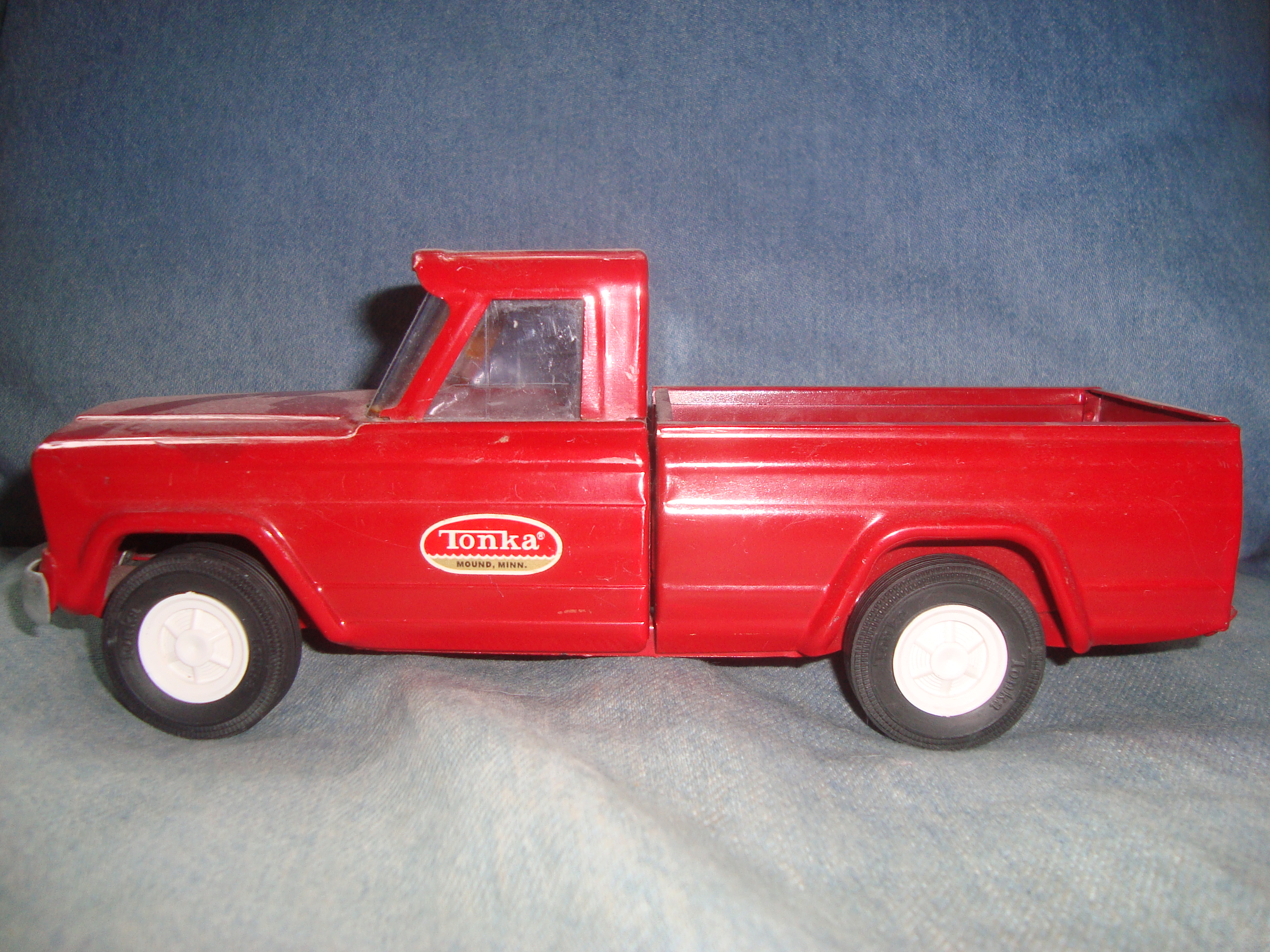
Model van een vrachtauto, 1960er jaren

Tonka was een Amerikaanse producent van modelauto's, vooral vrachtauto's en bouwvoertuigen als hijskranen, graafmachines en bulldozers. De firma werd in 1991 overgenomen door Hasbro. Later werd het een merk van Funrise.
Tonka werd opgericht in Mound (Minnesota) in 1947 onder de naam Mound Metalcraft. Het bedrijf richtte zich in eerste instantie op het produceren van metalen tuingereedschap, maar toen zijn Tonka-productlijn van metalen speelgoed zeer succesvol bleek, werd dit de belangrijkste activiteit. In 1955 veranderde de firma haar naam in Tonka Toys Incorporated. "Tonka" betekent "groot" in het Sioux.
Het bedrijf verhuisde in 1982 van Mound naar El Paso (Texas). In 1987 kocht het bedrijf Kenner Parker Toys, Inc., de speelgoedtak van General Mills, en splitste het weer op in Kenner en Parker Brothers.
De populairste speelgoedauto van Tonka was de kiepwagen Mighty Dump, die in 1964 werd geïntroduceerd. Om het 60-jarig bestaan van Tonka te vieren werd in 2007 de Toughest Mighty Dump Truck op ware grootte nagebouwd voor een tournee rond Amerikaanse steden om geld en goederen op te halen voor de slachtoffers van orkaan Katrina.
Naast de speelgoedauto's produceerde Tonka ook speelgoed gericht op meisjes, waaronder de Keypers en de poppen Bathing Beauties en Hollywoods, alsmede speelgoed gericht op peuters. Het bedrijf produceerde verder een aantal computerspellen, waaronder Tonka Raceway, en kocht in 1988 de Noord-Amerikaanse rechten van de Sega Master System-spelcomputer van Sega. 
Tonka heeft ook barbecues geproduceerd.